# Anubis Gate
Anubis Gate ist eine dänische Progressive- und Power-Metal-Band aus Aalborg, die im Jahr 2001 gegründet wurde.

## Geschichte
Die Band wurde im Jahr 2001 von Jesper M. Jensen, der den Bass, E-Gitarre und das Keyboard spielte, und Schlagzeuger Morten Sørensen gegründet. Kurze zeit später kam Sänger Torben Askholm zur Band. Zusammen nahmen sie ihr Debütalbum namens Purification auf, wobei noch Bassist Henrik Fevre und Gitarrist und Keyboarder Kim Olesen zur Band stießen. Das Album wurde von Jacob Hansen produziert und erlangte die Aufmerksamkeit von Locomotive Records, mit dem die Band einen Vertrag erreichte.
Das zweite Album A Perfect Forever wurde im September 2005 veröffentlicht. Das Album wurde erneut von Jacob Hansen produziert. Im Herbst hatte Sänger Askholm mit Stimmproblemen zu kämpfen, wodurch Bassist Fevre zusätzlich auch den Gesangsteil übernahm. Im Jahr 2006 trat Jacob Hansen der Band als neuer Sänger bei. Danach begann sie mit den Arbeiten zum nächsten Album namens Andromeda Unchained, das im Jahr 2007 veröffentlicht wurde. Das Album wurde erneut von Jacob Hansen und Kim Olesen produziert. Das Jahr 2008 verbrachte die Band mit dem Schreiben von neuem Material. Das Album The Detached wurde am 30. März 2009 über Locomotive Records veröffentlicht. Der Tonträger wurde von Jacob Hansen und Kim Olesen produziert. Im Jahr 2010 trennte sich die Band von Locomotive Records. Den Rest des Jahres verbrachte die Band mit dem Schreiben von neuen Stücken. Als fast bereits alle Lieder für ein neues Album fertiggestellt waren, verließ Sänger und Produzent Jacob Hansen die Band. Er wurde durch Bassist Henrik Fevre ersetzt. Demos wurden an verschiedene Labels verschickt, wodurch die Band einen Vertrag mit Nightmare Records im März 2011 erreichte.
Das Album Anubis Gate wurde von Kim Olesen und Jacob Hansen produziert und im Jahr 2011 über Nightmare Records veröffentlicht.

## Stil
In ihrer Biographie gibt die Band Gruppen wie Queensrÿche, Iron Maiden, Lord Bane, Tad Morose, Iced Earth, Crimson Glory, Fates Warning, King Crimson, Genesis und Savatage als ihre Haupteinflüsse an. Die Band spielt progressiven Power Metal und wird dabei mit anderen Gruppen wie Dream Theater, Redemption, Subsignal und Arch / Matheos verglichen.

## Diskografie

### Alben
- 2004: Purification (Locomotive Records)
- 2005: A Perfect Forever (Locomotive Records)
- 2007: Andromeda Unchained (Locomotive Records)
- 2009: The Detached (Locomotive Records)
- 2011: Anubis Gate (Nightmare Records)
- 2014: Horizons (Nightmare Records)
- 2017: Covered in Black (Nightmare Records)
- 2020: Covered in Colours (Nightmare Records)

### Singles
- 2011: Golden Days (Nightmare Records)